# Стоянка Кивак
64°17′05″ с. ш. 172°56′42″ в. д.
Селище «Стоянка Кивак» — древнеэскимосское поселение (селище) — стоянка древнеберингоморской культуры на Чукотском полуострове. Обнаружено в 1944 и обследовано в 1945 году советским археологом С. И. Руденко. Культурный слой на поселении достигает двух метров. Стратиграфия памятника показала, что на поселении Кивак носителей древнеберингоморской культуры в конце I тысячелетия сменили представители близкородственной культуры пунук.

## Описание

### Расположение и письменное упоминание
Поселение располагалось на юге Чукотского полуострова, на берегу моря, в 32 км юго-восточнее посёлка Провидения, в 600 м восточнее мыса Низменного у бывшего, переселённого в 1952 году, посёлка Кивак; ныне это территория Провиденского района Чукотского автономного округа. Первое письменное упоминание о поселении относится к 1765 году. Путешественник, переводчик Анадырского острога Н. И. Дауркин составил подробную карту посёлков Чукотки, в том числе и селения Хыувен-Кивак, что означает на языке эскимосов «зелёная местность (или поляна)». Позднее в 1848 году английский морской офицер Вильям Хупер в своих записках отмечал, что на Киваке имеется пять жилищ — наземных каркасных яранг и что здесь жили чукчи и эскимосы, которые свободно говорили на двух языках.

### Раскопки 1945—1954 годов
С. И. Руденко были обнаружены многочисленные предметы, которые были им отнесены к древнеберингоморской культуре развития эскимосов и чукчей первых веков нашей эры. Это были каменные и костяные предметы быта и охоты: полозья для санок из клыка моржа, блюдо из китовой лопатки, обломки глиняной посуды с узором из ряда косых рубчиков, каменные ножи, скребки, наконечники дротиков, стрел, остроги. Артефакты пополнили фонд Провиденского краеведческого музея. В 1954 году исследования памятника были продолжены. Среди находок наибольший интерес представили прямой, закрученный, как винт обломок бивня нарвала и наконечник поворотного гарпуна, который был изготовлен из моржового клыка и покрыт древнеберингоморским глазчатым орнаментом. Гарпун датируется II—IV вв. В результате были сделаны выводы — основным занятием кивакцев являлась охота на ластоногих, в частности на моржей. Подобными гарпунами могли охотиться и на нарвала, имеющего тонкую кожу и небольшой слой подкожного жира, что позволяло таким гарпуном нанести смертельную рану животному. Находки винтовых бивней нарвалов единичны, а для территории Берингоморья — первая.

### Раскопки 2000-х
В 2006—2008 годах магаданскими археологами под руководством А. А. Орехова были проведены аварийно-спасательные раскопки самой древней части стоянки Кивака. Во время раскопок была обнаружена миниатюрная маска с изображением лица европеоидного типа. Был сделан вывод, что европейцы посещали Чукотку намного раньше, чем считалось в современной истории. В одном из жилищ были найдены редчайшие древнейшие на северо-востоке Азии металлические инструменты — три железных резца и два железных острия-вставки поворотных наконечников гарпунов. Это самый древний металл, найденный учёными на Чукотке датируется I—II вв. Также в одном из жилищ обнаружены фрагменты древков стрел, окрашенные очень прочной, не потерявшей цвет, краской — возможно, из охры, смешанной с жиром и, вероятнее всего, с кровью — так осуществлялся ритуальный обряд «кормления» орудий на удачу в охоте. Для этого использовались и узоры глаз на костяных изделиях, чтобы наконечники лучше видели цель. Такой же орнамент встречается на костяных пластинах и бляхах, украшавших одежду и головные уборы, вероятно для защиты от злых духов.

### Природное разрушение объекта
С 1945 года, на момент археологического обследования Сергея Руденко, береговая линия уменьшилась на 15—20 метров, в результате чего объект безвозвратно утрачен наполовину. Разрушение памятника в результате береговой абразии особенно ускорилось в начале 2000-х годов, и объект продолжает разрушаться. Обрушение культурного слоя происходит по всей длине древних береговых жилищ: части конструкций жилищ и артефакты смываются морем и утрачиваются для науки и сохранения исторического и культурного наследия.